# Légy jó mindhalálig (regény)
A Légy jó mindhalálig Móricz Zsigmond 1920-ban az Athenaeum Kiadónál megjelent regénye. A főszereplő, Nyilas Misi, a debreceni kollégium diákja. 1936-ban és 1960-ban is megfilmesítették a regényt. Kitűnő gyermekregényként tartják számon, pedig Móricz nem annak szánta. Műfaja társadalmi regény.
A regény kézirata a II. világháború alatt elpusztult. A Petőfi Irodalmi Múzeum csak egy kézirattöredéket őriz. Móricz Zsigmond nem értette, hogy olvasói és kritikusai a Légy jó mindhalálig című regényét csak egy gyermekregénynek tartották. Ő a megbántott, félreértett és megkínzott jóság jelképét akarta Nyilas Misi történetével felmutatni.
A regény A Nagy Könyv listáján a 18. helyre került.

## Létrejötte
Móricz az őszirózsás forradalom, majd a magyarországi Tanácsköztársaság eseményeiben tevékeny részt vállalt. A tanácsállam sajtójában rendszeresen publikált, sürgette a földosztást, megírta A földtörvény kis kátéját (1919). A bukást követően emiatt a Petőfi Társaságból és a Kisfaludy Társaságból is kizárták, írásainak közlését a legtöbb sajtótermék visszautasította, darabjait nem játszották.
A regény e retorziók hatására jött létre, a múltját vállaló író lírai vallomása. Emberségét és tisztaságát mutatja fel benne a vádakkal szemben, s csak közvetve ábrázolja a forradalom, majd az ellenforradalom kegyetlenségeit. Egyéniségét, jellemét, múltját és hitét ábrázolja egy gyermek, Nyilas Misi kollégiumi diák alakjában, aki valójában maga az író. Ezt számos önéletrajzi vonatkozású adat is igazolja: apja ács, anyja papleány volt, öten voltak fiútestvérek, maga is volt felolvasó, egyik tanára tanítványt szerzett neki, iskolát változtatott stb.
A regény kevésbé ismert folytatásai a Forr a bor (1931) és a Bál (1936), melyek 1939-ben egy kötetben jelentek meg, Forr a bor címmel. Móricz trilógiát akart írni Nyilas Misi történetéből, de a középső rész, a Kamaszok végül nem készült el.

## Történet
|  | Alább a cselekmény részletei következnek! |

Az 1890-es évek elején járunk, Nyilas Misi a debreceni kollégium ijesztően nagy, komor és sivár világában él. Társai és a felnőttek rosszul bánnak vele, a szobatársai felbontják az otthonról kapott pakk-ját, még a kalapját is elveszíti. Egy öreg úr, Pósalaky, akinek délutánonként felolvas, eleinte magázza, de mikor megtudja, hogy az apja ács, egyszeriben tegezni kezdi. A volt városi tanácsos azzal bízza meg a diákot, hogy az általa megálmodott számokat tegye meg a lutrin. Ebből Misinek később sok kellemetlensége származik. Nemsokára újabb keresethez jut, számtanra és latinra tanítja egyik osztálytársát, Doroghy Sanyikát. Itt megismerkedik a dzsentri család tagjaival, megkedveli a középső lányt, Bellát. Ellátogat Törökékhez is, akiknél a múlt évben lakott. Beszél a lutriról Török bácsi fiának, Jánosnak, majd a kisfiú ottfelejti a lump gigerlinél a fogadószelvényt, a reskontót. A megtett számokat a lutrin kihúzzák, négy számot eltaláltak Misiék, de a fiú nem találja a szelvényt. A lutri ügye lázba hozza az egész osztályt, Misi egyre kellemetlenebb helyzetbe kerül, nem meri megmondani Pósalakynak, hogy a reskontó nincs meg. A lutri ügye tovább kavarog, Misit csalással, lopással vádolják, tanári konferencia elé idézik. Itt durvaságot, ridegséget, tudatlanságot lát maga körül. Végül minden jóra fordul, kiderül ártatlansága, de Misit már lelkileg összetörték, nem akar többé debreceni diák lenni, iskolát vált, Sárospatakon folytatja majd a tanulmányait.
|  | Itt a vége a cselekmény részletezésének! |

## Szereplők[8]

### Főszereplő
1. Nyilas Misi: II. B osztályos debreceni diák

### Diákok
1. Gimesi Lajos: Misi legjobb barátja és osztálytársa
2. Orczy Vilmos: Misi gazdag barátja, az osztály első tanulója
3. Doroghy Sanyika: Misi tanítványa, II. B osztályos tanuló
4. Böszörményi: Misi szobatársa, II. A osztályos tanuló
5. K. Sánta: valójában a legjobb tanuló Misi osztályában
6. Sándor Mihály: Misi osztálytársa
7. Andrási: Misi szobatársa, a II. A osztály első tanulója
8. Szegedi Feri: Misi osztálytársa
9. Nagy úr (Nagy József): nyolcadikos diák, Misi szobatársa
10. Lisznyai úr: nyolcadikos diák, Misi szobafőnöke
11. Tannenbaum: Misi osztálytársa
12. Csicsó: Misi szoba- és osztálytársa
13. Varga János: Misi osztálytársa
14. Láng: Misi osztálytársa
15. Tök Marci, 21. coetusbeli fiú
16. Barta Imre, a legerősebb a II. B osztályban
17. Kelemen Imre, nagyon gyenge tanuló

### Tanárok, iskolában dolgozók
1. Valkai tanár úr: vallástanár
2. Gyéres tanár úr: a latintanár és Misi osztályfőnöke
3. Báthori tanár úr: számtantanár
4. Öreg Názó: földrajztanár
5. Csoknyay tanár úr: énektanár
6. Szüts Istók: testnevelő tanár
7. Sarkadi tanár úr: rajztanár
8. Igazgató
9. Pedellus (István bácsi)
10. Juhász tanár úr (csak a színpadi változatban szerepel)
11. Bagoly tanár úr (csak a színpadi változatban szerepel)
12. Holló tanár úr (biológia tanár, Misi kedvence)

### További szereplők
1. Pósalaky úr, nyugalmazott tanácsos, akinek Misi felolvas
2. Doroghy Bella, Misi tanítványának középső nővére (18 éves)
3. Török János (János úr), Misi előző évi szállásadójának fia
4. Doroghy úr, Sanyi apja
5. Doroghyné, Sanyi anyja (csak a színpadi változatban szerepel úgy, hogy beszél is)
6. Doroghy Viola, Sanyi idősebb nővére
7. Törökék, Misi előző évi szállásadói (Török Pál és felesége)
8. Szikszayék (Szikszay Lajos és felesége), Törökék barátai
9. Isaák Géza, Misi nagybátyja
10. Doroghy Ilona ("Ilike"), Sanyi legkisebb nővére (14 éves)
11. Török Ilona (Ilonka kisasszony), Törökék lánya, János úr húga
12. Csigainé, mosónő, aki Misi ruháit mossa

## Mondanivalója
A regény mondanivalóját címe is tartalmazza: Légy jó mindhalálig! - azaz helyt kell állni minden nehézség és szenvedés árán, ki kell tartani az örök emberi igazságok mellett, mint amilyen az igazmondás, a becsület, az erkölcsi tisztaság, az emberek kölcsönös tisztelete és megbecsülése, az előítéletek mellőzése.
A mű lelkiismeret-vizsgálatra késztet, a mai fiataloknak és felnőtteknek azt sugallja, hogy tartsunk ki az igazság mellett, győzzük le a nehézségeket, s legyünk jók mindhalálig.

## Mondanivaló és cím szoros kapcsolata
A „Légy jó mindhalálig!” cím az Újszövetség „Légy hű mindhalálig” kulcsmondatával, a regény mondanivalója pedig a kulcsmondat környezetével áll szoros írói párhuzamban. Jelenések könyve második fejezetében a 8. verstől kezdődően található a cím környezete: „A szmirnai gyülekezet angyalának írd meg: ezt mondja az első és az utolsó, aki halott volt, és életre kelt: Tudok nyomorúságodról, és szegénységedről, pedig gazdag vagy, és azok káromlásáról, akik zsidóknak mondják magukat, pedig nem azok, hanem a Sátán zsinagógája. Ne félj attól, amit el fogsz szenvedni. Íme, az ördög börtönbe fog vetni közületek némelyeket, hogy próbát álljatok ki, és nyomorúságotok lesz tíz napig. Légy hű mindhalálig, és neked adom az élet koronáját. Akinek van füle, hallja meg, mit mond a Lélek a gyülekezeteknek! Aki győz, annak nem árt a második halál.” (Ez utóbbi mondat arra az utolsó ítéletre utal, amelynél aki győz, az nem kerül a pokol halálába.)
Móricz Zsigmond ezért (ezen bibliai párhuzam miatt) nem értette, hogy olvasói és kritikusai a „Légy jó mindhalálig” című regényét miért csak egy gyermekregénynek tartották. Ő a megbántott, félreértett és megkínzott jóság jelképét akarta Nyilas Misi történetével felmutatni. A bibliai párhuzamról hallgató összefoglalók mindig olyan körülményeket emelnek ki mondanivalóként, amely a bibliai helynek is hasonlóan mondanivalója. Az író ezért nem értette a kritikusait. E regény egy gyermek köntösbe bújtatott felnőtt tartalom.

## Nyelvezet
A regény nyelvezete népies, ugyanakkor minden társadalmi réteg sajátos nyelvi színeit is tükrözi. Szereplőit nagyon gyakran párbeszédek útján jellemzi.
Az irodalomban megfigyelhető egy öregedési, avulási folyamat, a klasszikus szókincs korábban sem volt változatlan, sok szó szinte valamennyi nyelven kikerül a mindennapos nyelvi forgalomból. Jókai Mór összes műveinek új kiadásához két-kötetes „Jókai-szótárat” mellékeltek, hogy megmagyarázzanak mintegy 23 ezer elavult vagy idegen eredetű szót és kifejezést. Habár Kosztolányi Dezső szerint a "jó nyelv nem «avul el», se száz, se ötszáz év alatt", Móricz művét szövegavulás miatt néhányan nehezen olvashatónak találják.

## Külföldi kiadások
Közel húsz nyelvre fordították le.
- Oroszul Jelena Ivanovna Malihina fordításában jelent meg (1956)[10]

## Filmek
A regényből két film készült, egy 1936-ban, és egy másik 1960-ban.

### 1936-os változat[1]
- Hossz: 71 perc
- Rendező: Székely István
- Forgatókönyvíró: Szatmári Jenő
- Zeneszerző: Gyöngy Pál
- Operatőr: Eiben István
- Vágó: Szilas József
- Szereplők: Dévényi László (Nyilas Misi), Ráday Imre (Edelényi Török János), Rózsahegyi Kálmán (Valkay tanár úr), Csortos Gyula (Pósalaky úr), Kiss Ferenc (kollégiumi igazgató), Mály Gerő (István bácsi), Gombaszögi Ella (Doroghy Viola), Tolnay Klári (Bella, Viola húga), Makláry Zoltán (kéményseprő)

### 1960-as változat[2]
- Hossz: 96 perc
- Rendező: Ranódy László
- Forgatókönyvíró: Darvas József
- Zeneszerző: Szervánszky Endre
- Operatőr: Pásztor István
- Vágó: Morell Mihály
- Szereplők: Tóth László (Nyilas Misi), Törőcsik Mari (Bella), Bihari József (Názó), Bessenyei Ferenc (igazgató), Psota Irén (Viola), Beke Zoltán, Sövény Zoltán, Sanyó Sándor, Deésy Alfréd

## Musical

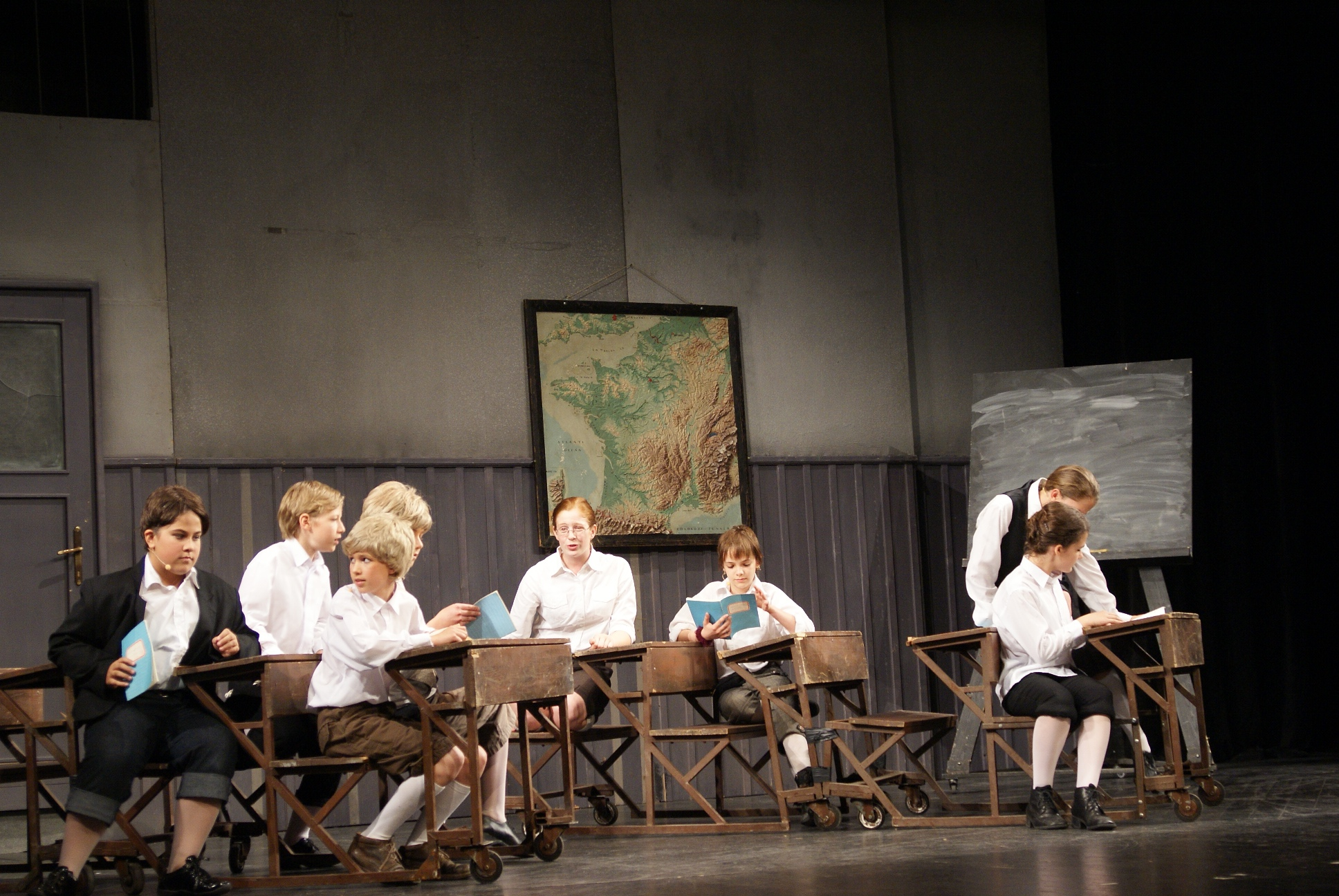
Amatőr előadás a szegedi Kisszínházban (2010)

Zenéjét Kocsák Tibor írta, aki akkor a Színház- és Filmművészeti Főiskola tanára és a Madách Színház zenei vezetője volt. Noha eddigre sok nagy sikerű musical létrehozásában vett részt, nagy ívű musical-operettjeinek sorában a Légy jó mindhalálig az első. A librettót Miklós Tibor írta, az összekötő jeleneteket Pinczés István. Az ősbemutatót a Debreceni Csokonai Színházban, 1991. április 19-én tartották, ezzel ünnepelve a színház megalakulásának 150. évfordulóját.
A siker elsöprő, „Nyilas Misi-klubok” alakulnak, és a művet csaknem minden nagyobb színház bemutatja Magyarországon. Sikerét annak is köszönheti, hogy az átdolgozás a mai gyerekek életérzését, gondjait is érinti, zenei stílusa, szófordulatai közelebb hozzák a történetet és a szereplőket a mai kor nézőihez.
Előadták a musicalt:
- Debrecen (Csokonai Színház)
- Békéscsaba (Jókai Színház, 1992, 2015)
- Veszprém (Bemutatva: 2013. december 20.) (Veszprémi Petőfi Színház)
- Kaposvár (Csiky Gergely Színház, 2014)
- Kolozsvár (Állami Magyar Színház 2017)
- Szatmárnémeti (Bemutatva: 2022. szeptember 30.) (Északi Színház)[12]
- Kecskemét (Kecskeméti Katona József Nemzeti Színház) (Bemutatva: 2020)